# 1965 год в авиации
Список событий в авиации в 1965 году.

## События
- 25 февраля — первый полёт пассажирского самолёта DC-9.[1]
- 27 февраля — первый полёт самолёта Ан-22 (экипаж лётчика-испытателя Юрия Курилина).
- 15 апреля — первый полёт французского среднего транспортного вертолёта Аэроспасьяль SA 330 «Пума»[2].
- 18 августа — первый полёт вертолёта Ка-26.
- 27 сентября — первый полёт американского штурмовика A-7 «Корсар»[3].

## Персоны

### Скончались
- 21 мая — Ткачёв, Вячеслав Матвеевич, генерал-майор авиации, выдающийся военный лётчик, Георгиевский кавалер.
- 27 июля — Поликовский, Владимир Исаакович, генерал-майор инженерно-авиационной службы, учёный, конструктор, лауреат Сталинской премии, начальник ЦИАМ в 1942-1947.
- 22 августа — Эллен Черч, считается первой в мире стюардессой.[4]